# Leers-Nord
Leers-Nord (nld. Leers-Noord, pcd. i wa. El Pitit Lere, vls. Leers-Nôord) – dzielnica (section) gminy Estaimpuis w Belgii, w Regionie Walońskim, w prowincji Hainaut, w okręgu Tournai-Mouscron. 1 stycznia 2020 roku liczyła 1506 mieszkańców. Do 31 grudnia 1976 r. samodzielna gmina. Leży przy granicy z Francją. 

## Demografia
Liczba mieszkańców, stan na 1 stycznia:
| Rok                | 1930 | 1947 | 1961 | 2020 |
| ------------------ | ---- | ---- | ---- | ---- |
| Liczba mieszkańców | 1404 | 1607 | 1547 | 1506 |